# Louisville (Georgia)
Louisville – miasto w Stanach Zjednoczonych, w stanie Georgia, siedziba administracyjna hrabstwa Jefferson.